# Hej hej ułani

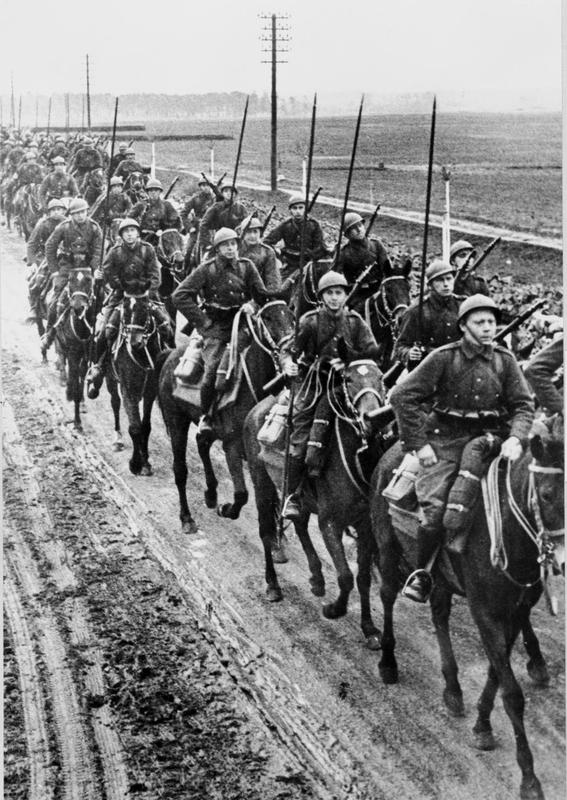
Polscy ułani w okresie międzywojennym

Hej, hej ułani malowane dzieci – polska pieśń wojskowa anonimowego autorstwa, powstała w XIX wieku.
Pieśń jest dość humorystyczna i opowiada o wyjątkowej miłości i uwielbieniu kobiet do ułanów. Pierwowzoru utworu badacze doszukują się w czasach Księstwa Warszawskiego. Pieśn posiada kilka wersji zwrotek, a refren ze słowami  „Hej, hej, ułani, malowane dzieci”, pojawił się przed I wojną światową. W czasie I wojny światowej piosenka popularną była wśród polskich formacji wojskowych na wschodzie, szczególnie zaś wśród Dowborczyków. W czasach II RP popularna również wśród wojsk wielkopolskich i jednostek kawaleryjskich.
Obecnie popularne są głównie trzy zwrotki:
1.
Nie ma takiej wioski
Nie ma takiej chatki
Żeby nie kochały
Ułana mężatki
Refren:
Hej, hej ułani!
Malowane dzieci!
Niejedna panienka za Wami poleci!
2.
Niejedna panienka
I niejedna wdowa
Za wami ułani
Polecieć gotowa
(ref)
3.
Babcia umierała
Jeszcze się pytała
Czy na tamtym świecie
Ułani będziecie?
(ref)